# كتاب التوحيد الذي هو حق الله على العبيد
كتاب التوحيد الذي هو حق الله على العبيد ويُعرف اختصارًا باسم كتاب التوحيد، هو أحد مؤلفات الشيخ محمد بن عبد الوهاب، بين فيه أفراد التوحيد، وهو مبني على آية وحديث، وقول واحد من السلف أحيانًا.

## اسم الكتاب
تنوعت صيغ اسم الكتاب، واتفقت كلها على ذكر «كتاب التوحيد»، واختلفت النسخ الخطيّة فيما عدا ذلك، فسُمي:
- كتاب التوحيد: وهو الجزء المتفق عليه من الاسم.
- كتاب التوحيد الذي هو حق الله على العبيد، وهو الذي اشتهر بين العلماء، ومذكور في نسخة الأصل الثاني بخط سليمان حفيد محمد بن عبد الوهاب، وفقاً لمحقق الكتاب دغش بن شبيب العجمي.
- كتاب التوحيد فيما يجب من حق الله على العبيد: ذكر الاسم المؤرخ ابن غنام.
- كتاب التوحيد وهو حق الله على العبيد: ذُكر في النسخة راء.
- كتاب التوحيد الذي هو حق الله على العباد.
- كتاب التوحيد الذي خلق الله لأجله العبيد.[1]

## مكان تأليف الكتاب
قال الشيخ صالح بن عبد العزيز آل الشيخ: وهذا الكتاب صنفه المؤلف ابتداء في البصرة لما رحل إليها، وكان الداعي إلى تأليفه ما رأى من شيوع الشرك بالله ومن ضياع مفهوم التوحيد الحق عند بعض المسلمين، وما رآه عندهم من مظاهر الشرك الأكبر، والأصغر، والخفي، فابتدأ في البصرة جمع هذا الكتاب، وتحرير الدلائل لمسائله، ذكر ذلك تلميذه وحفيده الشيخ عبد الرحمن بن حسن في «المقامات»، ثم إن المؤلف لما قدم نجدا حرر الكتاب وأكمله.

## موضوعات الكتاب
ركز هذا الكتاب على توحيد العبادة، وهو توحيد الألوهية، والتحذير من الشرك الأكبر والأصغر، مع الكلام على توحيد الأسماء والصفات، وبيان الأدلة من الكتاب والسنة على خطر الشرك، وبيان ما بعث الله به رسله من التوحيد.
وقد بدأ المصنف هذا الكتاب ببيان توحيد العبادة؛ لأن أكثر الناس في زمانه قد جهلوا هذا التوحيد، ووقعوا في كثير من الأعمال والأقوال التي تنافيه، ثم ختم كتابه بتوحيد الأسماء والصفات ليكون هذا الكتاب شاملا لأنواع التوحيد الثلاثة".
قال الشيخ إسماعيل بن سعد بن عتيق: "طراز جديد في تفهيم الناس مقاصد التوحيد؛ إذ جعله على أبواب دائرية تنداح كل دائرة بأوسع من أختها.
فالدائرة الأولى: هو معرفة التوحيد الذي بعث الله به أنبياءه ورسله.
والدائرة الثانية: تحقيق ذلك التوحيد.
والدائرة الثالثة: الخوف من الشرك بأنواعه.
والرابعة: حماية التوحيد.
والخامسة: حماية حمى التوحيد".

## منهج المؤلف في كتابه
قال الشيخ عبد المحسن العباد: "كتاب التوحيد الذي هو حق الله على العبيد هو أهم وأوسع كتب محمد بن عبد الوهاب في العقيدة، وقد اشتمل على ستة وستين بابا، أولها باب فضل التوحيد وما يكفر من الذنوب، وآخرها باب ما جاء في قول الله تعالى:﴿وَمَا قَدَرُوا اللَّهَ حَقَّ قَدْرِهِ وَالْأَرْضُ جَمِيعًا قَبْضَتُهُ يَوْمَ الْقِيَامَةِ وَالسَّمَاوَاتُ مَطْوِيَّاتٌ بِيَمِينِهِ سُبْحَانَهُ وَتَعَالَى عَمَّا يُشْرِكُونَ ۝٦٧﴾ [الزمر:67].
ومن منهجه في تأليفه:
- أن الكتاب من أوله إلى آخره يسوق فيه المؤلف آيات وأحاديث وآثارا عن سلف هذه الأمة، من الصحابة ومن بعدهم ممن سار على نهجهم وطريقتهم، وصنيعه هذا شبيه بصنيع الإمام البخاري في كتابه «الجامع الصحيح»، وعلى الأخص كتاب التوحيد الذي هو آخر الكتب في «صحيح البخاري»، فإن طريقة البخاري في ذلك أنه يورد آيات وأحاديث وآثارا.

وقد بلغت أبواب كتاب التوحيد من «صحيح البخاري» ثمانية وخمسين بابا، أولها: (باب ما جاء في دعاء النبي محمد أمته إلى توحيد الله)، وقد أورد فيه حديث معاذ بن جبل في بيان حق الله على العباد وحق العباد على الله.
وعِدة أبواب كتاب التوحيد عند البخاري، وأبواب التوحيد عند محمد بن عبد الوهاب متقاربة، وهي في «الصحيح» ثمانية وخمسون، وعند محمد بن عبد الوهاب ستة وستون.
- أنه عند إيراده الآيات والأحاديث والآثار يقدم الآيات ثم الأحاديث ثم الآثار، إلا إذا كان الأثر متعلقا بآية أو بحديث، فإنه يقدمه من أجل ذلك التعلق.
- هذا الكتاب مشتمل على الآيات والأحاديث والآثار، وبذلك علا قدر الكتاب وارتفعت منزلته، وليس له فيه كلام إلا ما يورده في آخر كل باب من مسائل مستنبطة من الآيات والأحاديث والآثار، وفيها شحذ أذهان طلاب العلم في معرفة المواضع التي استنبطت منها هذه المسائل.
- أن أبواب هذا الكتاب متضمنة تقرير التوحيد، الذي هو إفراد الله بالعبادة، والتحذير مما ينافي أصل التوحيد، وهو الشرك بالله، أو ينافي كماله، وهو الشرك الأصغر والبدع، ومن أبواب «كتاب التوحيد» في تقرير التوحيد (باب فضل التوحيد وما يكفر من الذنوب)، و (باب من حقق التوحيد دخل الجنة بلا حساب ولا عذاب)، و (باب الدعاء إلى شهادة أن لا إله إلا الله)، و (باب تفسير التوحيد وشهادة أن لا إله إلا الله).

ومن الأبواب فيما ينافي أصل التوحيد وهو الشرك، (باب من الشرك أن يستغيث بغير الله أو يدعو غيره)، و (باب ما جاء في الذبح لغير الله)، و (باب من الشرك النذر لغير الله)، و (باب من الشرك الاستعاذة بغير الله)، و (باب قول الله تعالى: «أيشركون ما لا يخلق شيئا وهم يخلقون * ولا يستطيعون لهم نصرا» الآية، و (باب قول الله تعالى: «فلا تجعلوا لله أندادا وأنتم تعلمون»).
ومن الأبواب فيما ينافي كمال التوحيد وهو البدع والشرك الأصغر: (باب ما جاء أن سبب كفر بني آدم وتركهم دينهم هو الغلو في الصالحين)، و (باب ما جاء من التغليظ فيمن عبد الله عند قبر رجل صالح، فكيف إذا عبده؟!)، و (باب ما جاء أن الغلو في قبور الصالحين يصيرها أوثانا تعبد من دون الله)، و (باب ما جاء في حماية المصطفى جناب التوحيد وسده كل طريق يوصل إلى الشرك)، و (باب قول: ما شاء الله وشئت)".

## شروح كتاب التوحيد
- «تيسير العزيز الحميد في شرح كتاب التوحيد»: لحفيد المؤلف سليمان بن عبد الله آل الشيخ (ت: 1233 هـ)، وهو أوّل شروح هذا الكتاب وأطولها، ولكنّه لم يكمل، فقد انتهت مبيضة الشارح إلى (باب من هزل بشيء فيه ذكر الله)، ووجد في مسودته إلى آخر (باب ما جاء في منكري القدر)، وهو الباب التاسع والخمسون من أبواب الكتاب، وقد طلب الناشر من محمد بن إبراهيم إكمال شرح الأبواب السبعة الباقية فلم يتيسر له ذلك، فنقل الناشر ما تبقى من أبواب الكتاب مع شروحها من كتاب «فتح المجيد».

طبع الكتاب عدة مرات، ومن آخرها الطبعة التي حققها أبو عمر أسامة العتيبي، وفيها سقط وأخطاء استدرك بعضها في الطبعة الثانية التي قدم له فيها عبد الله بن عقيل، نشرته دار الصميعي في مجلدين.
- «تحقيق التجريد في شرح كتاب التوحيد»: لعبد الهادي بن محمد بن عبد الهادي البكري العجيلي (ت: 1262 هـ)، طبع بتحقيق ودراسة حسن بن علي العواجي، نشر مكتبة أضواء السلف بالرياض (1419 هـ) في مجلدين.
- «فتح الحميد في شرح كتاب التوحيد» عثمان بن منصور التميمي (ت: 1282 هـ).

قال عنه عبد اللطيف بن عبد الرحمن بن حسن آل الشيخ: «رأيت فيه من الدواهي والمنكرات ما لا يحصيه إلا الله».
طبع بتحقيق د.سعود بن عبد العزيز العريفي، ود.حسين بن الجليعب السعيدي، نشرته دار عالم الفوائد في أربعة أجزاء.
- «فتح المجيد شرح كتاب التوحيد»: لعبد الرحمن بن حسن آل الشيخ (ت: 1285 هـ)، اختصره من «تيسير العزيز الحميد»، وزاد عليه.

وقد قام بتحقيقه والتعليق عليه محمد حامد الفقي، وتعقبه عبد العزيز بن عبد الله بن باز في مواضع من ذلك.
ونشرته دار الصميعي للنشر والتوزيع في الرياض (1415 هـ) بتحقيق الوليد بن عبد الرحمن آل فريان في مجلدين، ثم طبع في مجلد.
- «قرة عيون الموحدين في تحقيق دعوة الأنبياء والمرسلين»: لعبد الرحمن بن حسن آل الشيخ، وهي حاشية اشتملت على مسائل مهمة في التوحيد لا توجد في غيرها، ولم يسمّها المؤلف بهذا الاسم، وإنما سمّاها ابنه عبد اللطيف.

وأصح نشرة هي طبعة الرئاسة العامة لإدارات البحوث العلمية والإفتاء والدعوة والإرشاد سنة (1404 هـ) بتحقيق إسماعيل بن محمد الأنصاري.
- «فتح الله الحميد المجيد في شرح كتاب التوحيد» لحامد بن محمد بن حسن بن محسن .

نشرته دار المؤيد في الرياض (1417 هـ) بتحقيق وتعليق بكر بن عبد الله أبو زيد.
- «إبطال التنديد باختصار شرح التوحيد»: لحمد بن علي بن عتيق (ت: 1301 هـ)، وأكثر ما فيه من «التيسير».

طبع بعناية إسماعيل بن سعد بن عتيق، بدار القرآن الكريم في بيروت (1400 هـ)، وبدار الهداية في الرياض (1415 هـ)، كما طبع باعتناء سالم بن عايش القحطاني (1414 هـ) نشر رمادي للنشر في الدمام.
- «القول السديد في مقاصد التوحيد» لعبد الرحمن بن ناصر السعدي (ت: 1376 هـ)، وهو تعليق مختصر، وتوضيح لمقاصده، وقد حوى من غرر مسائل التوحيد.

طبع بتحقيق صبري بن سلامة شاهين، بدار الثبات ـ الرياض.
- «الدر النضيد على أبواب التوحيد» لسليمان بن عبد الرحمن الحمدان (ت: 1397 هـ)، استخرج فيه خلاصة ما ذكره شُرَّاح كتاب التوحيد قبله، مع ما من الله به عليه من الفوائد وتوضيح الشواهد، وتعقب صاحب «الفتح» و«التيسير».

طبع بتحقيق عبد الإله الشايع، نشرته دار الصميعي بالرياض.
- «حاشية كتاب التوحيد» لعبد الرحمن بن محمد بن قاسم النجدي (ت: 1392 هـ)، وهي حاشية مختصرة، منتخبة من أبرز الشروح قبله، مع ما استفاده من مشايخه.

وقد طبعت الطبعة الأولى (1396 هـ) في المطابع الأهلية للأوفست بالرياض، ثم صورت.
- «القصد السديد على كتاب التوحيد» لفيصل بن عبد العزيز آل مبارك (ت: 1376 هـ).

نشرته دار الصميعي بالرياض سنة (1426 هـ) بتحقيق عبد الإله الشايع.
- «الجديد في شرح كتاب التوحيد» لمحمد بن عبد العزيز السليمان القرعاوي، وهو شرح على طريقة المتأخرين.

وقد طبع الطبعة الأولى سنة (1393 هـ) في مطابع نجد التجارية نشره محمد بن إبراهيم المهوس صاحب مكتبة التوفيق بالرياض.
- «الجامع الفريد للأسئلة والأجوبة في علم التوحيد» لعبد الله بن جار الله بن إبراهيم الجار الله (ت: 1414 هـ)، وهو شرح متوسط على طريقة السؤال والجواب، وقد طبع في مطابع الإشعاع بالرياض الطبعة الأولى سنة (1404 هـ).
- «الدر النضيد على كتاب التوحيد» لسعيد بن عبد العزيز الجندول، وطريقته فيه أنه يذكر بعد كل باب الهدف منه، ثم يشرح نصوصه، وخلاصة ما تقدم غالبًا بطريقة ميسرة، وقد طبع مرتين الطبعة الثانية سنة (1394 هـ).
- «إفادة المستفيد بشرح كتاب التوحيد» لعبد الرحمن بن حمد بن محمد الجطيلي (ت: 1406 هـ)، وهو شرح على طريقة المتأخرين، وقد طبع الطبعة الأولى سنة (1400 هـ) نشرته دار اللواء للنشر والتوزيع بالرياض.
- «التعليق المفيد على كتاب التوحيد» لعبد العزيز بن عبد الله بن باز (ت: 1420 هـ)، نشرته مكتبة التراث الإسلامي بالقاهرة.
- «القول المفيد على كتاب التوحيد» لمحمد بن صالح العثيمين (ت: 1421 هـ).

نشرته دار ابن الجوزي باعتناء مؤسسة الشيخ الخيرية.
- «إعانة المستفيد بشرح كتاب التوحيد» لصالح بن فوزان الفوزان

نشرته مؤسسة الرسالة.
- «القول الموجز الممهد لتوحيد الخالق الممجد الذي ألفه محمد» لأحمد بن يحيى النجمي (ت: 1430 هـ).

نشرته مكتبة الأصالة في جدة سنة (1427 هـ) باعتناء حسن بن منصور الدغريري.[بحاجة لمصدر]
- «التمهيد في شرح كتاب التوحيد» للصالح بن عبد العزيز آل الشيخ

وهو شرح مفرغ من (16) شريطًا، وفيه تحقيق لمسائل مهمة في التوحيد.
طبع سنة (1423هـ) بدار التوحيد بالرياض.[بحاجة لمصدر]
- «السبك الفريد شرح كتاب التوحيد» لعبد الله بن عبد الرحمن بن جبرين (ت: 1430 هـ).

نشرته مدار الوطن بالرياض سنة (1425 هـ) باعتناء أبي أنس علي بن حسين أبو لوز.[بحاجة لمصدر]

## كتب حول كتاب التوحيد
- «التوضيح المفيد لمسائل كتاب التوحيد» للشيخ عبد الله بن محمد الدويش (ت: 1408هـ)، وهو شرح لمسائل الكتاب، وقد طبع ضمن مجموعة مؤلفات الشيخ عبد الله الدويش (1 /23)، نشر دار العليان في بريدة، كما طبع مفردًا في مطابع القصيم بالرياض دون تاريخ.
- «كتاب منهج الإمام محمد بن عبد الوهاب في كتاب التوحيد» للشيخ حمد بن إبراهيم العثمان وهو مطبوع بدار الفرقان

## طالع ايضاً
- الأصول الثلاثة
- القواعد الأربعة